# José González Salas
José González Salas (Chihuahua, 19 de marzo de 1862 - Corralitos, 25 de marzo de 1912) fue un militar mexicano que participó en la Revolución mexicana. Se desempeñó como secretario de Guerra y Marina en dos ocasiones. Fue uno de los dos militares, junto con el general Felipe Ángeles, en quienes confiaba plenamente el presidente Francisco I. Madero.

## Biografía

### Primeros años
Nació en la ciudad de Chihuahua el 19 de marzo de 1862, siendo hijo de José González Parra y de Luz Salas de González. Contrajo matrimonio con Herminia Trillo y tuvo cinco hijos: Luz, Herminia, Salvador, José y Amelia.
Estudió en el Colegio Militar del 9 de enero de 1881 al 10 de enero de 1884, y egresó como teniente de plana mayor facultativo de ingenieros. Inmediátamente empezó a trabajar en dicho colegio como profesor; alcanzó el grado de teniente coronel de plana mayor facultativo de ingenieros el 15 de julio de 1898. 
En febrero de 1901 fue comisionado por el presidente Porfirio Díaz para marchar a Yucatán bajo las órdenes del general José María de la Vega y participar en la campaña contra la rebelión de los indios mayas. Por su desempeño en esta misión fue ascendido a coronel de infantería permanente y recibió el mando del 2o. Batallón de Infantería. Más tarde se incorporó a la 1a. Zona Militar donde quedó al frente de la segunda línea de operaciones.
Entre 1906 y 1908 González Salas participó en la campaña contra los indios yaquis como jefe de columnas expedicionarias y presentó combate en los siguientes lugares, todos en el estado de Sonora:
- Sierra del Bacatete (25 de julio de 1906)
- Aguaje y la Burra (29 de julio)
- San Lorenzo y El Tunal (29 de diciembre)
- Los Arrayales (mayo de 1907)
- Cañón de los Algodones (26 de abril de 1908)

El 4 de julio de 1908 marchó al campamento del Bacatete donde, en representación del jefe de la 1a. Zona Militar, entabló pláticas con el cabecilla Luis Buli para conseguir la rendición de los yaquis sublevados; sin embargo no tuvo éxito en esta empresa.

### Revolución mexicana
Siendo Comandante del 2o. Batallón de Infantería ascendió a general brigadier y causó alta en la plana mayor del ejército el 8 de marzo; simultáneamente fue encargado interino del Departamento de Infantería (1 de noviembre de 1909 al 18 de julio de 1911). Durante el gobierno interino de Francisco León de la Barra acusó a Emiliano Zapata de bandido y de incorregible. Fungió por algunos meses como jefe de armas de la plaza de Morelia, Michoacán, y el 19 de julio se le nombró subsecretario de Guerra y Marina con funciones de secretario, en el gabinete de Francisco I. Madero. 
Ese mismo mes recibió el grado de general de brigada. El 4 de marzo de 1912 renunció a la citada secretaría y solicitó a Madero quedar al frente de las tropas que combatirían la rebelión orozquista, desatada al iniciar el mes; al día siguiente fue autorizado para cumplir esta tarea y se le encomendó la jefatura de las fuerzas que operaban en Coahuila, Chihuahua, Durango y Zacatecas, para que con ellas combatiera a los insurrectos.
Dispuso que las tropas bajo su mando se concentraran en Torreón y el día 18 salió de la Ciudad de México. En aquella ciudad coahuilense organizó la que más tarde sería la División del Norte, constituida con un efectivo de aproximadamente 2,150 hombres distribuidos en tres brigadas: Una de infantería y dos de caballería.
Fue derrotado por los orozquistas en Rellano el 24 de marzo de 1912 y, sintiéndose responsable del fracaso, se suicidó en un vagón de ferrocarril en Corralitos, al día siguiente.
Su muerte conmocionó tanto al presidente Madero como al general Victoriano Huerta, quien vengó su muerte derrotando a Orozco. Fue uno de los dos militares, junto con el general Felipe Ángeles, en quienes confiaba plenamente el presidente Madero.

## Condecoraciones
A lo largo de su vida recibió las condecoraciones de la Cruz de Honor de 3a y 2a clases, así como la Condecoración de 1a clase por el éxito que obtuvo contra los yaquis.